# Clive Sinclair
Sir Clive Marles Sinclair (Richmond, London, 30. srpnja 1940. – London, 16. rujna 2021.) britanski poslovni čovjek i izumitelj. Poznat po svom radu u potrošačkoj elektronici i računarstvu između kasnih 1970-tih i ranih 1980-tih. Osnivač je tvrtke Sinclair Computers (poslije Sinclair Research), čiji su proizvodi kućna računala ZX 80, ZX 81, ZX Spectrum te QL.